# Biotopo torbiera di Sequals
La Torbiera di Sequals è un biotopo del Friuli-Venezia Giulia istituito come area naturale protetta nel 1998.
La torbiera si trova a Sequals, in provincia di Pordenone ed occupa una superficie di 12 ha.